# Luca Turilli (groupe)
Pour le fondateur du groupe et guitariste italien, voir Luca Turilli.
Luca Turilli est un groupe de power metal symphonique italien, originaire de Trieste, Friuli-Venezia Giulia. Il est formé en 1999 par le guitariste du même nom, Luca Turilli. Son style est assez proche de celui de Rhapsody of Fire, du metal symphonique et épique, mais tend à se diversifier à partir du deuxième album de style metal symphonique et cosmique. Le groupe se sépare en 2011.

## Biographie
Le groupe Luca Turilli est formé en 1999 à Trieste, Friuli-Venezia Giulia, par le guitariste du même nom, membre de Rhapsody of Fire. Le groupe se compose initialement de Luca Turilli à la guitare, de Olaf Hayer au chant, de Sascha Paeth à la basse, de Miro (Michael Rodenberg) au clavier et de Robert Hunecke-Rizzo à la batterie. 
Leur premier album studio du groupe, intitulé The Ancient Forest of Elves, est publié le 11 octobre 1999 sous Limb Music un label allemand. Plus tard dans la même année, le 23 novembre, le premier album de Luca Turilli voit le jour sous le nom de Kings of the Nordic Twilight. Trois ans après le premier single et le premier album, le groupe est de retour avec un nouveau single intitulé Demonheart. Le groupe qui avait alors un style power metal s'aventure dans un style aux sonorités cosmiques comme le montre très bien le morceau Demonheart. Plus tard en 2002, l'album suivant le concept du single Demonheart, sort sous le nom de Prophet of the Last Eclipse,,.
Lors du changement de label de Rhapsody of Fire en 2004, le groupe Luca Turilli fait de même et est maintenant sous l'étiquette de Magic Circle Music. La Trilogie commencée en 1999 se complète en 2006 avec l'album The Infinite Wonders of Creation. Cette fois-ci, le groupe s'éloigne du genre qu'il avait créé pour un genre plus symphonique, ce qui déplait à certains fans. En 2006, Turilli laisse une lettre sur son site qui parle d'un quatrième album solo qui serait à l'image des albums Keeper of the Seven Keys d'Helloween et Olaf Hayer aurait une plus grande place au chant que le précédent, aucune autre information n'est dévoilée. Le groupe se sépare en 2011.

## Membres

### Derniers membres
- Sascha Paeth - basse (1999-2011)
- Robert Hunecke-Rizzo - batterie (1999-2011)
- Luca Turilli - guitare, claviers (1999-2011)
- Olaf Hayer - chant (1999-2011)

### Anciens membres
- Miro - claviers (1999-2002)
- Bridget Fogle - chant (2006)

## Discographie

### Albums studio
- 1999 : Kings of the Nordic Twilight
- 2002 : Prophet of the Last Eclipse
- 2006 : The Infinite Wonders of Creation

### Singles et EP
- 1999 : The Ancient Forest of Elves
- 2002 : Demonheart